# Бакулино (Вологодская область)
Бакулино — деревня в Сокольском районе Вологодской области.
Входит в состав Нестеровского сельского поселения, с точки зрения административно-территориального деления — в Нестеровский сельсовет.
Расстояние по автодороге до районного центра Сокола — 37 км, до центра муниципального образования Нестерова — 6 км. Ближайшие населённые пункты — Чепурово, Угол, Рылово.
По переписи 2002 года население — 6 человек.